# Panhelleński Związek Walczącej Młodzieży
Panhelleński Związek Walczącej Młodzieży (PEAN) (gr. Πανελλήνιος 'Ενωσης Αγωνιζομένων Νέων (ΠΕΑΝ): wierny przekład: Panhelleński Związek Walczących Młodych) – grecka, niepodległościowa organizacja, polityczna i zbrojna, założona w październiku 1941 r. z inicjatywy oficera lotnictwa Kostasa Perikkosa i kilku innych członków, małej organizacji młodzieżowej. PEAN przewodził Thanasis Skouras, jednak organizacja nadzorowana była także przez późniejszego, dwukrotnego premiera Grecji Panajotisa Kanellopulosa. Działała głównie w Atenach i Pireusie.
15 sierpnia i 15 września PEAN dokonał wysadzenia w powietrze siedzib dwóch organizacji kolaboracyjnych. Następnie, 20 września 1942, przeprowadzono udany zamach na cały obradujący zarząd największej greckiej partii hitlerowskiej ESPO, w praktyce kończący jej działalność. Prócz 29 greckich hitlerowców, zginęło wtedy także 43 oficerów niemieckich. Wydarzenie to serwisy wiadomości radiowych z Moskwy i z Londynu przedstawiły następnie, jako najpoważniejszy dotychczas akt sabotażu w okupowanej przez hitlerowców Europie.
Po zdradzie, fali aresztowań i egzekucji większej części dowództwa, w tym śmierci Perikkosa 4 lutego 1943, PEAN kontynuował działalność, m.in. organizując masowe demonstracje, w praktyce zsynchronizowane i współdziałające, następnie także mieszające się z demonstracjami republikańskiego, lewicowego ruchu EAM. W związku z tym, wskutek interwencji Kanellopulosa, w organizacji doszło do tarć wewnętrznych. Część członków PEAN przeszła do EAM, pozostali opowiedzieli się po stronie króla, następnie walcząc przeciw EAM-ELAS, w starciach Dekemvriana. Organem prasowym PEAN było podziemne wydawnictwo „Δόξα” („Doksa” - czyli po grecku Sława, Chwała) 

W 1982 PEAN formalnie zaliczono do organizacji greckiego ruchu oporu.